# Burlescombe
Burlescombe – wieś w Anglii, w hrabstwie Devon, w dystrykcie Mid Devon. Leży 30 km na północny wschód od miasta Exeter i 231 km na zachód od Londynu. W 2001 miejscowość liczyła 911 mieszkańców.